# 防災まちづくり大賞

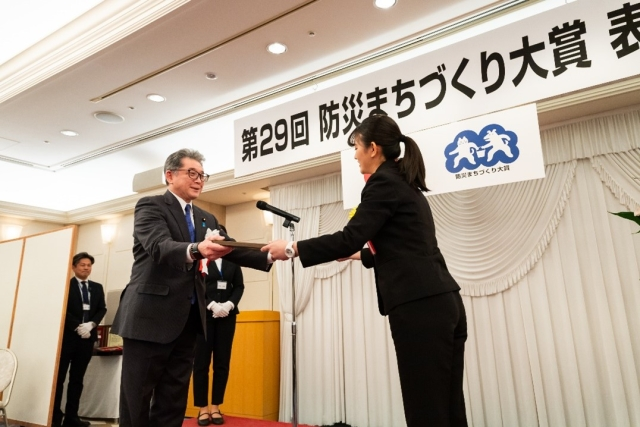
第29回防災まちづくり大賞表彰式（2025年2月）

防災まちづくり大賞（ぼうさいまちづくりたいしょう）とは、日本の総務省消防庁の主催、一般財団法人日本防火・防災協会共催による平成８年に創設された表彰制度であり、地方公共団体及び地域コミュニティ、事業所による地域防災力向上に向けた取り組み事例を募集し、優良事例に対してなされる表彰のことである。

## 各賞

### 一般部門
- 防災まちづくり
- 防災ことづくり
- 防災ひとづくり

### 住宅防火部門
三部門においてそれぞれ総務大臣賞、消防庁長官賞、日本防火・防災協会長賞が選考され、表彰される。

## 受賞団体・受賞者

### 第24回 (令和元年度・2019年度)[1]
- 総務大臣賞　鶴見区市場西中町まちづくり協議会（神奈川県横浜市）
- 総務大臣賞　広瀬舘少年少女消防隊（富山県南砺市）
- 総務大臣賞　三善自治会（愛媛県大洲市）
- 消防庁長官賞　自主防災組織ハンマーズ（東京都墨田区）
- 消防庁長官賞　足立区第１８地区町会自治会連絡協議会（東京都足立区）
- 消防庁長官賞　三重県立南伊勢高等学校南勢校舎（三重県南伊勢町）
- 消防庁長官賞　桃薗学区自主防災会（京都府京都市）
- 消防庁長官賞　広川町（和歌山県広川町）
- 日本防火・防災協会長賞　鹿島台まちづくり協議会安全で快適委員会（宮城県大崎市）
- 日本防火・防災協会長賞　城北旅館組合（東京都台東区）
- 日本防火・防災協会長賞　佐江戸・加賀原支えあい連絡会（神奈川県横浜市）
- 日本防火・防災協会長賞　横浜市役所（神奈川県横浜市）
- 日本防火・防災協会長賞　大和市少年消防団（神奈川県大和市）
- 日本防火・防災協会長賞　四日市市自治会連合会（三重県四日市市）
- 日本防火・防災協会長賞　先斗町まちづくり協議会（京都府京都市）
- 日本防火・防災協会長賞　徳島市津田中学校防災学習倶楽部（徳島県徳島市）
- 日本防火・防災協会長賞　徳島県立阿南光高等学校あこうバンブーミクス（徳島県阿南市）
- 日本防火・防災協会長賞　枝光第一区市民防災会（福岡県北九州市）
- 日本防火・防災協会長賞　横代校区市民防災会（福岡県北九州市）

### 第23回 (平成30年度・2018年度)[2]
- 総務大臣賞　根新田町内会（茨城県常総市）
- 総務大臣賞　Seya 防災ネットワーク（神奈川県横浜市）
- 総務大臣賞　西崎ニュータウン自治会自主防災会（沖縄県糸満市）
- 消防庁長官賞　宮城野区福住町町内会（宮城県仙台市）
- 消防庁長官賞　阿南市立津乃峰小学校（徳島県阿南市）
- 消防庁長官賞　久万高原町幼少年女性防火委員会（愛媛県久万高原町）
- 消防庁長官賞　三津自主防災組織（高知県室戸市）
- 消防庁長官賞　北九州市若松消防団（福岡県北九州市）
- 日本防火・防災協会長賞　旭町三丁目自治会（栃木県栃木市）
- 日本防火・防災協会長賞　津田沼ハイライズ自主防災会（千葉県習志野市）
- 日本防火・防災協会長賞　港区立港南中学校（東京都港区）
- 日本防火・防災協会長賞　川崎市立川崎高等学校+大島地区連合町内会（神奈川県川崎市）
- 日本防火・防災協会長賞　千村台自主防災会（神奈川県秦野市）
- 日本防火・防災協会長賞　掛川市南郷地区まちづくり協議会（静岡県掛川市）
- 日本防火・防災協会長賞　武豊町防災ボランティアの会（愛知県武豊町）
- 日本防火・防災協会長賞　呉市第5地区まちづくり委員会（広島県呉市）
- 日本防火・防災協会長賞　呉昭和自主防災連合協議会（広島県呉市）
- 日本防火・防災協会長賞　福祉フォーラムin別杵速見実行委員会（大分県別府市）

### 第22回 (平成29年度・2017年度)[3]
- 総務大臣賞　仙台八木山防災連絡会（宮城県仙台市）
- 総務大臣賞　千葉県立東金特別支援学校（千葉県東金市）
- 総務大臣賞　黒潮町立佐賀中学校（高知県黒潮町）
- 消防庁長官賞　中里まちづくり協議会（岩手県一関市）
- 消防庁長官賞　武里公隣防災対策連絡協議会（埼玉県春日部市）
- 消防庁長官賞　恵那市立武並小学校（岐阜県恵那市）
- 消防庁長官賞　関西大学社会安全学部近藤研究室、神戸市立真陽小校学校（大阪府高槻市）
- 日本防火・防災協会長賞　名寄市（北海道名寄市）
- 日本防火・防災協会長賞　特定非営利活動法人イコールネット仙台（宮城県仙台市）
- 日本防火・防災協会長賞　幸手市立吉田小学校（埼玉県幸手市）
- 日本防火・防災協会長賞　特定非営利活動法人ボランタリー・アーキテクツ・ネットワーク（東京都世田谷区）
- 日本防火・防災協会長賞　浜松職業能力開発短期大学校（静岡県浜松市）
- 日本防火・防災協会長賞　六原まちづくり委員会（京都府京都市）
- 日本防火・防災協会長賞　兵庫県立柏原高等学校ボランティア部（インターアクトクラブ）（兵庫県丹波市）
- 日本防火・防災協会長賞　A.CITY自治会（広島県広島市）
- 日本防火・防災協会長賞　松山市（愛媛県松山市）
- 日本防火・防災協会長賞　高知県立須崎工業高等等学校（高知県須崎市）

### 第21回 (平成28年度・2016年度)[4]
- 総務大臣賞　日本橋三丁目西町会（東京都中央区）
- 総務大臣賞　つつじが丘北自治会・昭島つつじが丘ハイツ北住宅団地管理組合（東京都昭島市）
- 総務大臣賞　高木町自治会（東京都国分寺市）
- 消防庁長官賞　田谷地区集団移転協議会（岩手県陸前高田市）
- 消防庁長官賞　わしん倶楽部（宮城県仙台市）
- 消防庁長官賞　新潟県立柏崎工業高等学校（新潟県柏崎市）
- 消防庁長官賞　成逸自主防災会（京都府京都市）
- 日本防火・防災協会長賞　吹上苑町会自主防災会（千葉県習志野市）
- 日本防火・防災協会長賞　カルビー株式会社東日本事業本部（東京都台東区）
- 日本防火・防災協会長賞　新小岩南地域まちづくり協議会（東京都葛飾区）
- 日本防火・防災協会長賞　光が丘地区独立防災隊連絡協議会（神奈川県相模原市）
- 日本防火・防災協会長賞　相武台グリーンパーク災害対策合同委員会（神奈川県相模原市）
- 日本防火・防災協会長賞　春日野町内会（福井県大野市）
- 日本防火・防災協会長賞　中央ゆめづくり協議会防災防犯部会（三重県名張市）
- 日本防火・防災協会長賞　アトリエ太陽の子（兵庫県神戸市）
- 日本防火・防災協会長賞　平城西中学校区地域教育協議会（奈良県奈良市）
- 日本防火・防災協会長賞　安来市消防団安来方面隊赤江分団（島根県安来市）

### 第20回 (平成27年度・2015年度)[5]
- 総務大臣賞　モトスミ･オズ通り商店街振興組合（神奈川県川崎市）
- 総務大臣賞　かがわ自主ぼう連絡協議会（香川県高松市）
- 消防庁長官賞　ＮＰＯ法人パートナーシップながれやま、流山子育てプロジェクト（千葉県流山市）
- 消防庁長官賞　グランドメゾン杉並シーズン管理組合防災会（東京都杉並区）
- 消防庁長官賞　神奈川わかものシンクタンク（神奈川県愛川町、相模原市、横浜市）
- 消防庁長官賞　企業防災ネットワーク「地震に強いものづくり地域の会」あいぼう会（愛知県豊田市）
- 消防庁長官賞　洛和会ヘルスケアシステム洛和会介護事業部（京都府京都市）
- 消防庁長官賞　阿部自主防災会（徳島県美波町）
- 消防庁長官賞　伊良林小学校ホタルの会（長崎県長崎市）
- 日本防火・防災協会長賞　本一町会自主防災部（千葉県習志野市）
- 日本防火・防災協会長賞　八千代市立みどりが丘小学校みどりサポートチーム（千葉県八千代市）
- 日本防火・防災協会長賞　みどり防災キャンプ及び避難所運営委員会神田淡路会（東京都千代田区）
- 日本防火・防災協会長賞　荒川区立南千住第二中学校レスキュー部（東京都荒川区）
- 日本防火・防災協会長賞　田曽浦区自主防災隊（三重県南伊勢町）
- 日本防火・防災協会長賞　認可地縁団体勝部自治会（滋賀県守山市）
- 日本防火・防災協会長賞　語り部KOBE1995（兵庫県神戸市）
- 日本防火・防災協会長賞　海南市塩津区防災会（和歌山県海南市）
- 日本防火・防災協会長賞　社会福祉法人悠林舎障害者支援施設シーズ（徳島県阿南市）
- 日本防火・防災協会長賞　高知大学防災すけっと隊（高知県高知市）

### 第19回 (平成26年度・2014年度)[6]
- 総務大臣賞　高知県立須崎高等学校（高知県須崎市）
- 総務大臣賞　安中地区まちづくり推進協議会（長崎県島原市）
- 総務大臣賞　宮野浦むらの覚悟委員会（大分県佐伯市）
- 消防庁長官賞　白子町立南白亀小学校（千葉県白子町）
- 消防庁長官賞　長岡協働型災害ボランティアセンター（新潟県長岡市）
- 消防庁長官賞　南が丘地区自主防災協議会（三重県津市）
- 消防庁長官賞　東西町地域振興協議会（鳥取県南部町）
- 消防庁長官賞　中之町下町内会「防災会」（広島県三原市）
- 消防庁長官賞　イケあい地域災害学生ボランティアセンター（高知県立大学防災サークル）（高知県高知市）
- 日本防火・防災協会長賞　認定ＮＰＯ法人カタリバ（岩手県大槌町）
- 日本防火・防災協会長賞　市民協働による地域防災推進実行委員会（宮城県仙台市）
- 日本防火・防災協会長賞　水沢女性防火クラブ（新潟県十日町市）
- 日本防火・防災協会長賞　吉田町役場（静岡県吉田町）
- 日本防火・防災協会長賞　亀岡市篠町柏原区（京都府亀岡市）
- 日本防火・防災協会長賞　和歌山県立みくまの支援学校（和歌山県新宮市）
- 日本防火・防災協会長賞　百島町自主防災会（広島県尾道市）
- 日本防火・防災協会長賞　川東地区自主防災会（徳島県鳴門市）
- 日本防火・防災協会長賞　飯塚市消防団本部隊女性分隊（福岡県飯塚市）
- 日本防火・防災協会長賞　高鍋町役場（宮崎県高鍋町）